# Ron Nummi
Ron Nummi (...) è un attore statunitense.

## Biografia
Ha partecipato a diversi film in Italia, tra cui Graffiante desiderio e Il burattinaio. Ha anche sostenuto una parte nella soap opera Quando si ama. Nella sua carriera si annoverano diversi ruoli in produzioni teatrali a Broadway come Rites of North American Homo Sapiens in Captivity, One Way Ticket to Hell, The Robber Bridegroom e The Rainmaker.

## Vita privata
È sposato e ha un figlio.